# Hisense

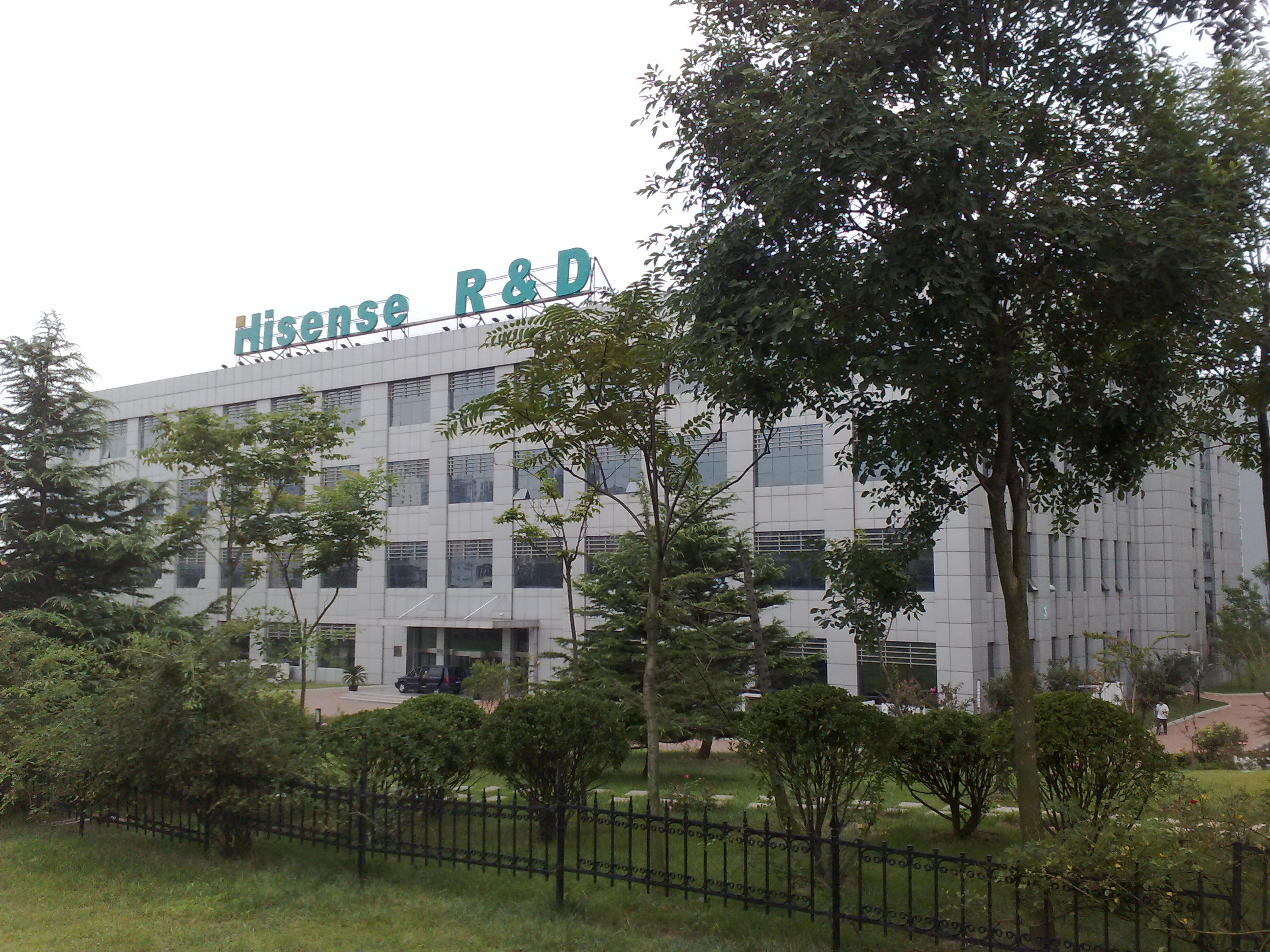
Centrum badawczo-rozwojowe Hisense

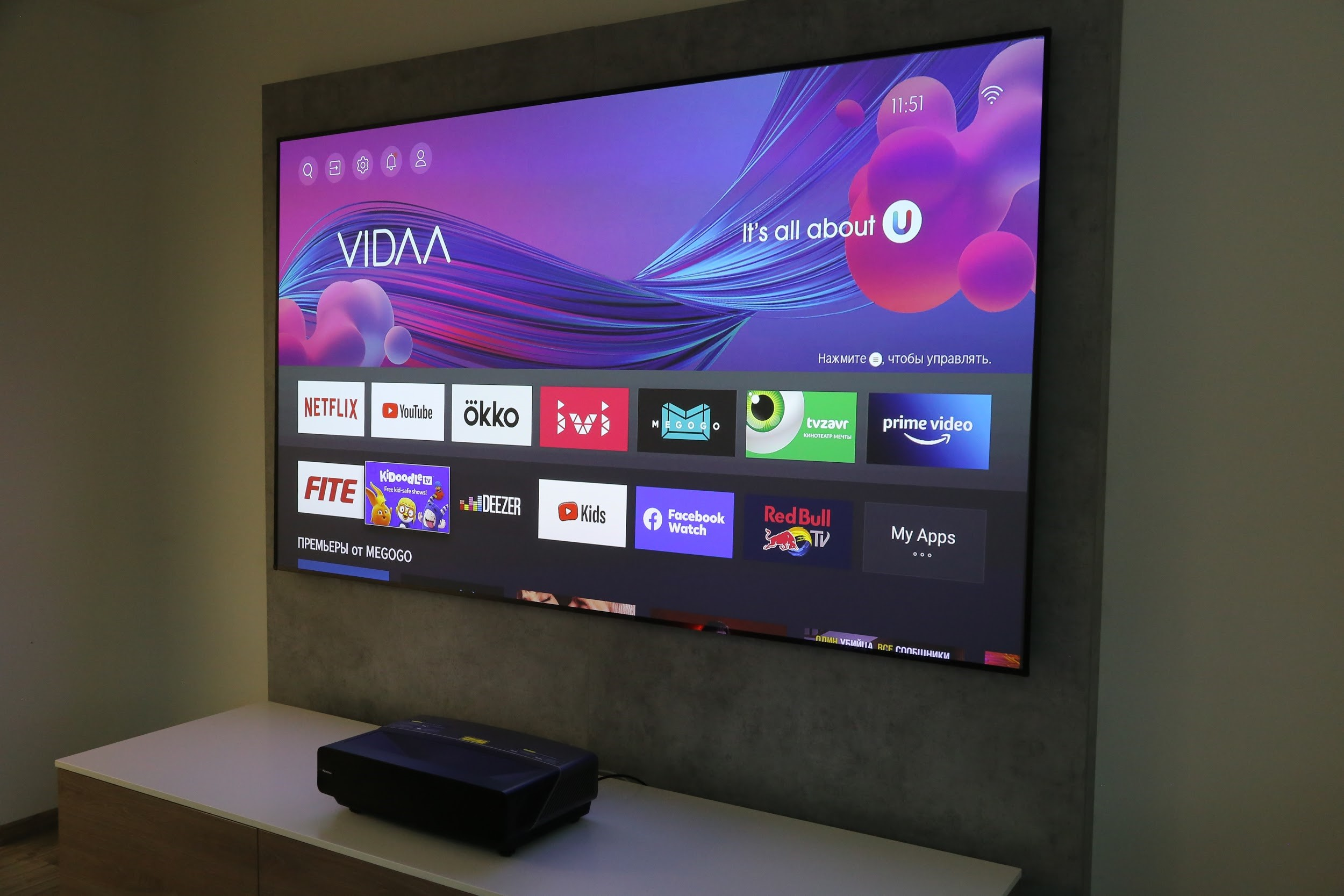
Telewizor laserowy Hisense

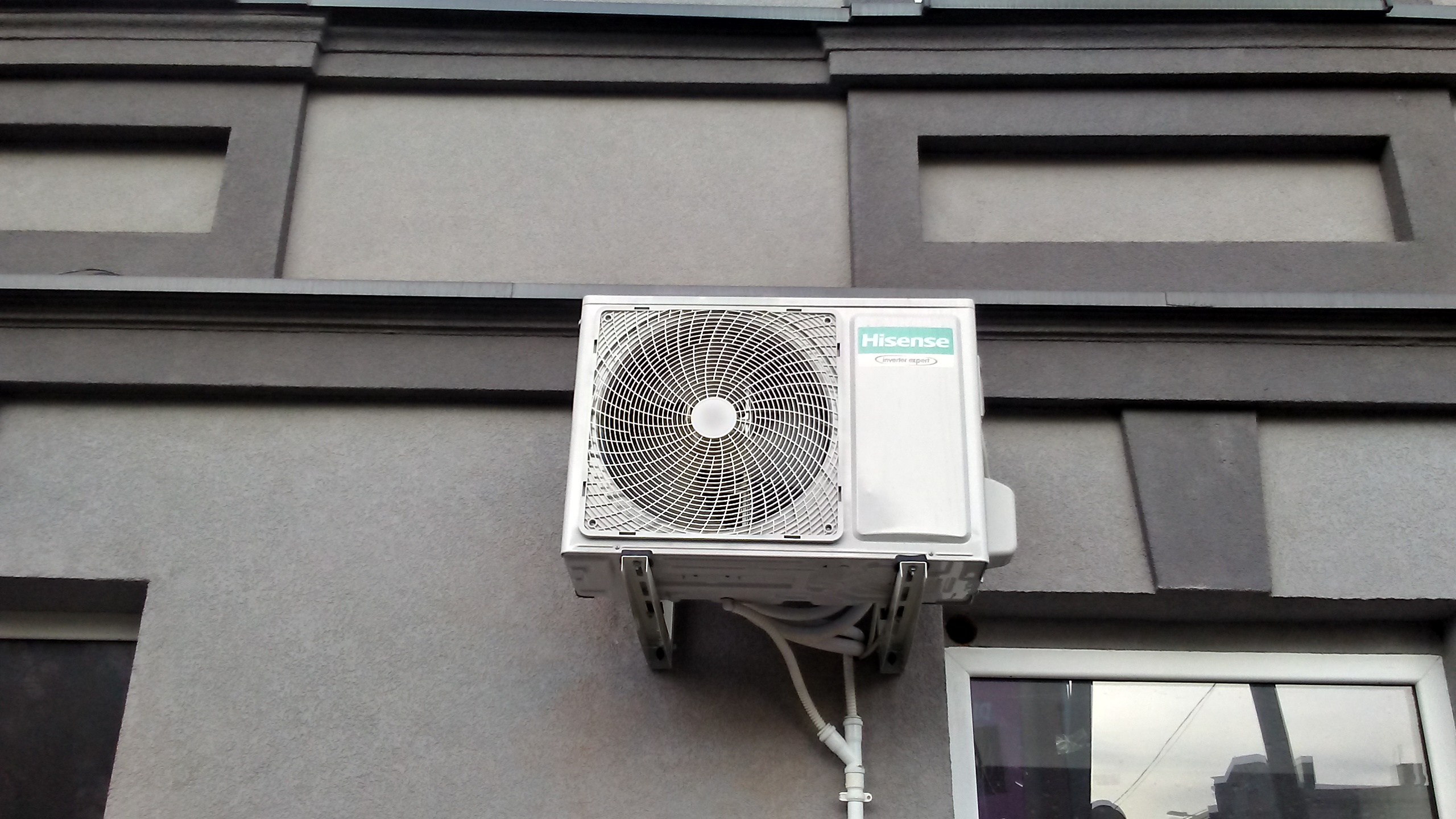
Klimatyzator Hisense na fasadzie budynku (Tomaszów Mazowiecki)

Hisense Group Corp (chiń. 海信集团) – chińskie przedsiębiorstwo elektroniczne, zajmujące się przede wszystkim produkcją sprzętu RTV i AGD, z siedzibą w Qingdao (prowincja Szantung). Przedsiębiorstwo zostało założone w 1969 r. jako Qingdao No. 2 Radio Factory. W 1994 r. przyjęto nazwę Hisense (chiń. 海信). Hisense ma parki przemysłowe i zakłady produkcyjne w Chinach, Czechach, RPA i Meksyku oraz centra badawczo-rozwojowe w Chinach, USA, Izraelu, Japonii i Europie.
Oferta Hisense obejmuje sprzęt RTV i AGD, w tym telewizory, lodówki, pralki i klimatyzatory, a także projektory i monitory, dekodery STB, sprzęt do transmisji telewizyjnej, rozwiązania łączności bezprzewodowej, komponenty optyczne i rozwiązania POS (systemy punktów sprzedaży). W ofercie koncernu znajdują się też komputery stacjonarne i laptopy. Hisense rozwinęło również gałąź mobilną, tworząc telefony komórkowe (smartfony) i tablety. Przedsiębiorstwo wytwarza także produkty sprzedawane pod innymi markami (OEM).
Przedsiębiorstwo jest jednym z największych w skali globalnej producentów telewizorów. Głównymi produktami Hisense są telewizory z niższego segmentu cenowego, ale pod tą marką są oferowane również modele klasy premium. Do Hisense należy autorska platforma Vidaa OS. W 2018 r. producent wypuścił na rynek swoje pierwsze telewizory OLED. W 2021 r. pojawił się debiutancki telewizor 8K Hisense. Hisense produkuje także telewizory mini-LED. Przedsiębiorstwo rozszerzyło też swoją działalność na branżę projektorów i monitorów gamingowych.
Na niektórych rynkach zagranicznych (np. w Meksyku i RPA) istotnym obszarem działalności Hisense są smartfony w segmencie budżetowym i średnim. Producent opracował nakładkę na mobilny system Android zwaną Vision. Poza klasycznymi smartfonami wprowadził na rynek chiński modele telefonów z ekranami e-ink oraz inne przenośne urządzenia tego typu (o charakterze czytników e-booków i odtwarzaczy muzyki).
W 2015 r. koncern zaczął produkować telewizory pod marką Sharp, oferowane w Stanach Zjednoczonych. W 2017 r. przejął dział telewizorów Toshiby. Od 2018 r. jest posiadaczem 95% udziałów w Grupie Gorenje. Do Hisense Group należą też marki Kelon i Ronshen.